# Montecchio
Montecchio – miejscowość i gmina we Włoszech, w regionie Umbria, w prowincji Terni. Geograficznie gmina Montecchio znajduje się w dolinie Tybru.
Według danych na rok 2004 gminę zamieszkiwało 1746 osób, 35,6 os./km².